# Quiberon
Quiberon (en bretó Kiberen) és un municipi francès, situat a la regió de Bretanya, al departament d'Ar Mor-Bihan. L'any 2006 tenia 5.056 habitants.

## Demografia
| Evolució de la població INSEE |       |       |       |       |       |       |       |       |
| 1793                          | 1800  | 1806  | 1821  | 1831  | 1836  | 1841  | 1846  | 1851  |
| 1 948                         | 1 915 | 1 976 | 2 475 | 2 752 | 2 899 | 3 013 | 3 298 | 2 086 |

| 1856  | 1861  | 1866  | 1872  | 1876  | 1881  | 1886  | 1891  | 1896  |
| ----- | ----- | ----- | ----- | ----- | ----- | ----- | ----- | ----- |
| 3 439 | 2 086 | 2 230 | 2 245 | 2 379 | 2 537 | 2 922 | 2 884 | 3 060 |

| 1901  | 1906  | 1911  | 1921  | 1926  | 1931  | 1936  | 1946  | 1954  |
| ----- | ----- | ----- | ----- | ----- | ----- | ----- | ----- | ----- |
| 3 299 | 3 454 | 3 695 | 3 469 | 3 556 | 3 275 | 3 446 | 4 092 | 4 103 |

| 1962  | 1968  | 1975  | 1982  | 1990  | 1999  | 2006 | 2011 | 2016 |
| ----- | ----- | ----- | ----- | ----- | ----- | ---- | ---- | ---- |
| 4 540 | 4 595 | 4 723 | 4 808 | 4 623 | 5 073 | -    | -    | -    |

| 2019 | - | - | - | - | - | - | - | - |
| ---- | - | - | - | - | - | - | - | - |
| -    | - | - | - | - | - | - | - | - |

## Administració
| Període   | Identitat         | Partit           |
| --------- | ----------------- | ---------------- |
| 1971-1977 | Gilbert Carbillet | UDR              |
| 1977-1989 | Jacques Desmas    | UDF              |
| 1989-195  | Robert Herault    | RPR              |
| 1995-     | Jean-Michel Belz  | RPR, després UMP |

## Agermanaments
- Josselin (Morbihan), França
- Le Grand Bornand, França
- Kempten, Alemanya, des de 1972
- Looe, Regne Unit

## Galeria d'imatges

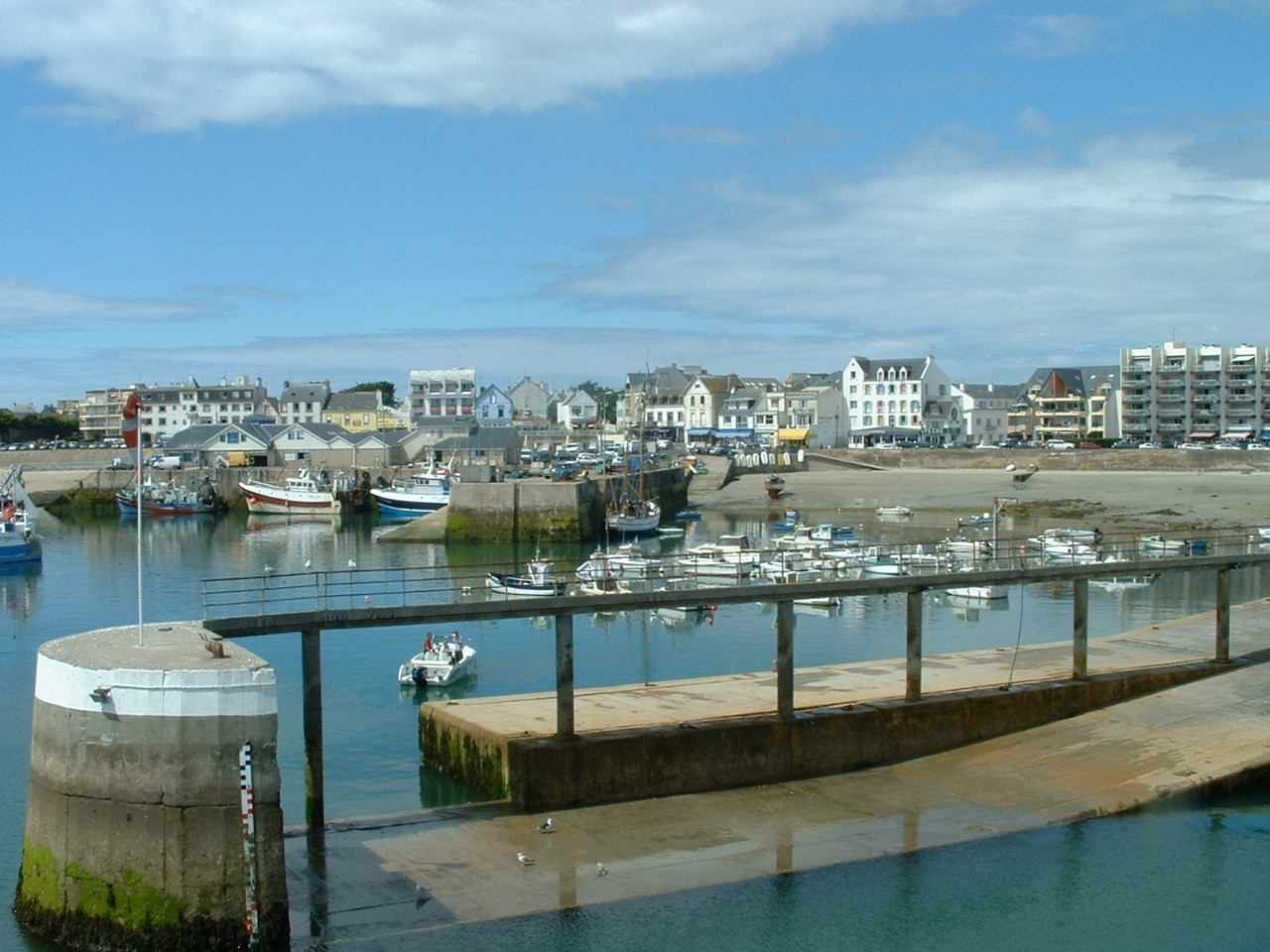
Port Maria
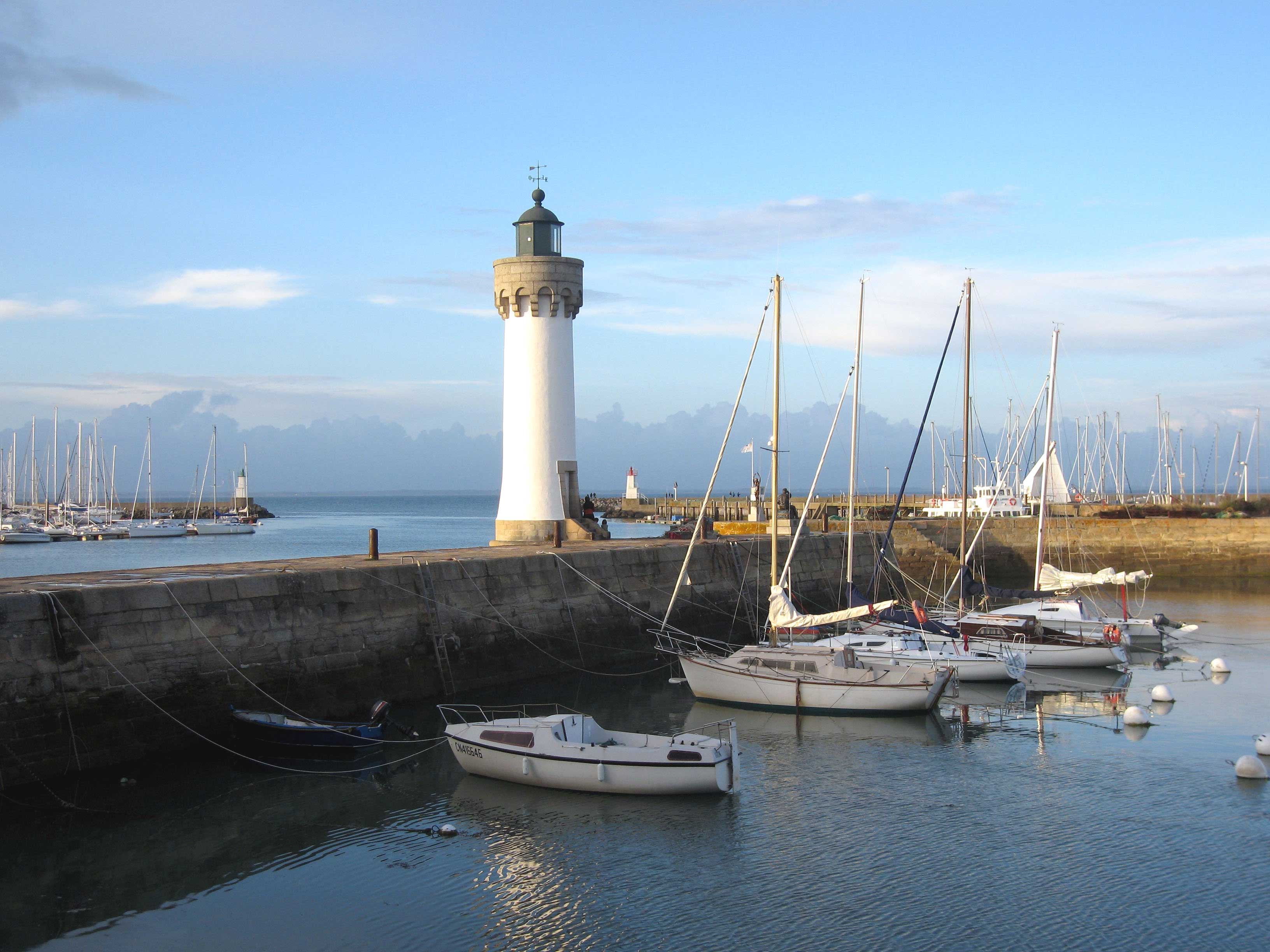
Port Haliguen
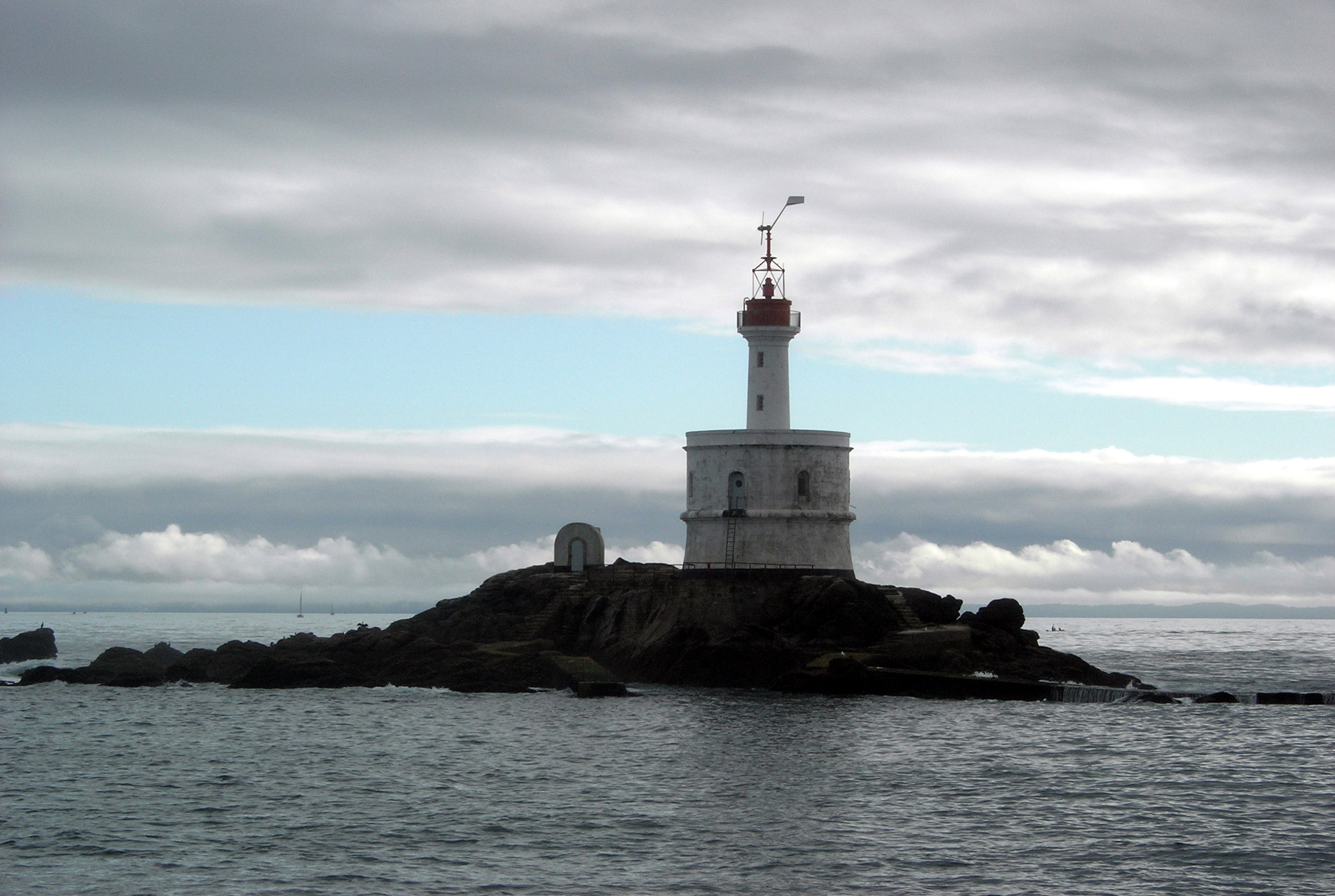
Far de La Teignouse